# La Laguna, Carrillo Puerto
La Laguna är en ort i Mexiko.   Den ligger i kommunen Carrillo Puerto och delstaten Veracruz, i den sydöstra delen av landet, 280 km öster om huvudstaden Mexico City. La Laguna ligger 141 meter över havet och antalet invånare är 122.
Terrängen runt La Laguna är platt. Runt La Laguna är det ganska tätbefolkat, med 65 invånare per kvadratkilometer. Närmaste större samhälle är Cerro Alto, 6,3 km sydväst om La Laguna. Omgivningarna runt La Laguna är en mosaik av jordbruksmark och naturlig växtlighet.